# Heeresmunitionsanstalt Hänigsen

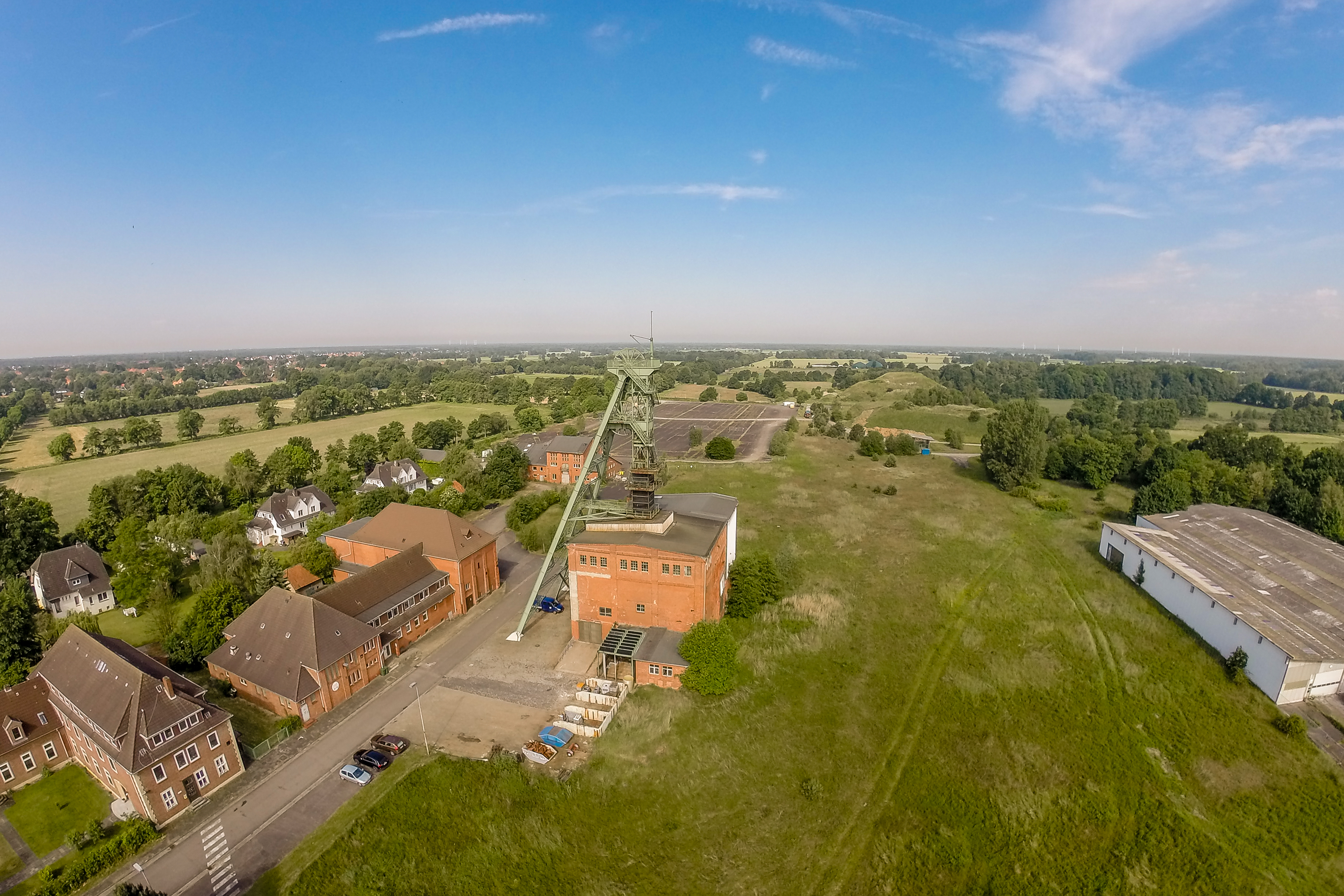
Luftaufnahme des Kalischachtes Riedel in Hänigsen

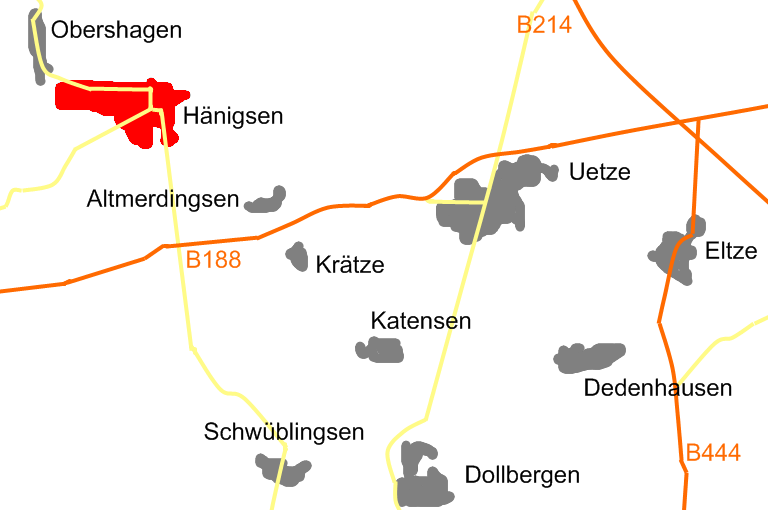
Die Lage von Hänigsen in der Gemeinde Uetze

Die Heeresmunitionsanstalt Hänigsen in Hänigsen bei Hannover war ab 1936 eine Versuchs- und Musteranstalt für die Lagerung von Munition in Kalibergwerken durch die Wehrmacht. Sie bestand aus dem umgewidmeten Kalibergwerk Riedel zur unterirdischen Lagerung und später auch Produktion von Munition sowie den oberirdischen Produktionsanlagen im Waldlager Wathlinger Forst. Für die Unterbringung von Dienstverpflichteten und Zwangsarbeitern gab es das Bereitschaftslager am Celler Weg. 1946 explodierten bei Auslagerungsarbeiten etwa 11.000 Tonnen Weltkriegsmunition und es starben 86 Männer.

## Versuchs- und Musteranstalt Riedel
Das Bergwerk Riedel war nach der Kalikrise stillgelegt worden und diente der Burbach Kaliwerke AG als Reservebergwerk, bis es 1936 von der Wehrmacht zur Versuchs- und Musteranstalt bestimmt wurde. Zusammen mit der Chemisch-Technischen Reichsanstalt führte man Sprengungen von Heeresmunition unter Tage durch, um Grundlagen für Richtlinien zum Um- und Ausbau von zahlreichen Salzbergwerken zu unterirdischen Munitionslagern für die Kriegsvorbereitung zu gewinnen.

## Heeresmunitionsanstalt
Ab 1937 wurde das Bergwerk in eine Vollmunitionsanstalt umgewandelt, nach deren Vorbild mehr als 25 Kalibergwerke im Reichsgebiet zu Munitionslagern ausgebaut wurden. Dazu wurde jeweils eine zweigleisige untertägige Grubenbahn mit Diesellokbetrieb auf den Sohlen 650 und 750 gebaut. Im Wathlinger Forst, etwa 2 km vom Bergwerk entfernt und für Flugzeuge nicht einsehbar, wurden Produktions- und Lagerhäuser für die oberirdische Fertigung von Munition – das Waldlager – errichtet. Am Celler Weg wurden Wohnbaracken, das feste Bereitschaftslager für dienstverpflichtete Frauen errichtet. Während des Krieges wurden Teile der Produktion unter Tage verlegt. Bei Kriegsende lagerten etwa 20.000 Tonnen konventioneller Munition im Bergwerk. Der Leiter Major Meyer, der sich mit seinem Stab nach Holstein abgesetzt hatte, informierte in amerikanischer Gefangenschaft die Alliierten über die ebenfalls eingelagerten chemischen Kampfstoffe und deren Vorprodukte.
In Spitzenzeiten arbeiteten bis zu 1500 Menschen in der Munitionsanstalt, darunter sowjetische Kriegsgefangene und Ostarbeiterinnen. Im benachbarten Papenhorst wurde für die Kinder der Ostarbeiterinnen in einem Gehöft ein Polenkinderheim eingerichtet, in dem zwischen September 1944 und April 1945 zahlreiche Säuglinge durch Hunger und Kälte einen grausamen Tod fanden.

## Nachkriegszeit

### Bergwerk Riedel
Am 18. Juni 1946 kam es während der Räumung und Delaborierung von Kampfmitteln, die im Bergwerk Riedel gelagert waren, zum Explosionsunglück in der Heeresmunitionsanstalt Hänigsen. Dabei wurden über 80 Arbeiter getötet und die Umgebung des Bergwerks kontaminiert. Der Zustand und Verbleib der konventionellen und chemischen Kampfmittel (Blaukreuzkampfstoffe) ist unklar, da Teile der Anlage nicht mehr zugänglich sind.
1949 erhielt die Schachtröhre neue Einbauten, die Kaliförderung wurde wieder aufgenommen und das Werk blieb bis 1997 fördernd in Betrieb. Mit einer Sohle bei 1525 Metern galt Riedel seit den 1980er-Jahren als das weltweit tiefste Kalibergwerk. Die Bergwerksbetreiber machten ein großes Geheimnis um die Wehrmachtsaltlasten, so dass die Erinnerung daran aus dem Bewusstsein der Hänigser Bevölkerung verschwand.

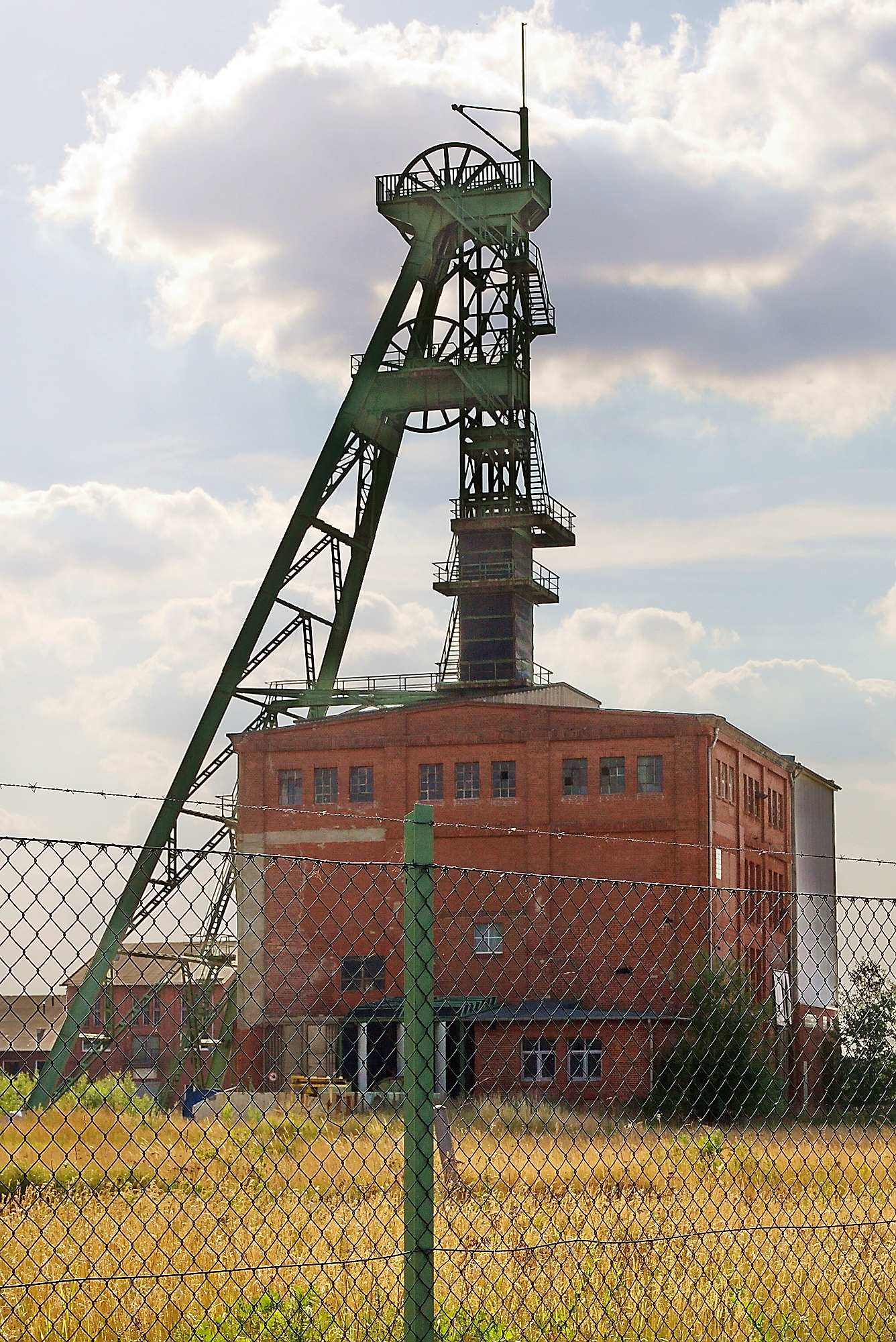
Fördergerüst des Schachtes Riedel
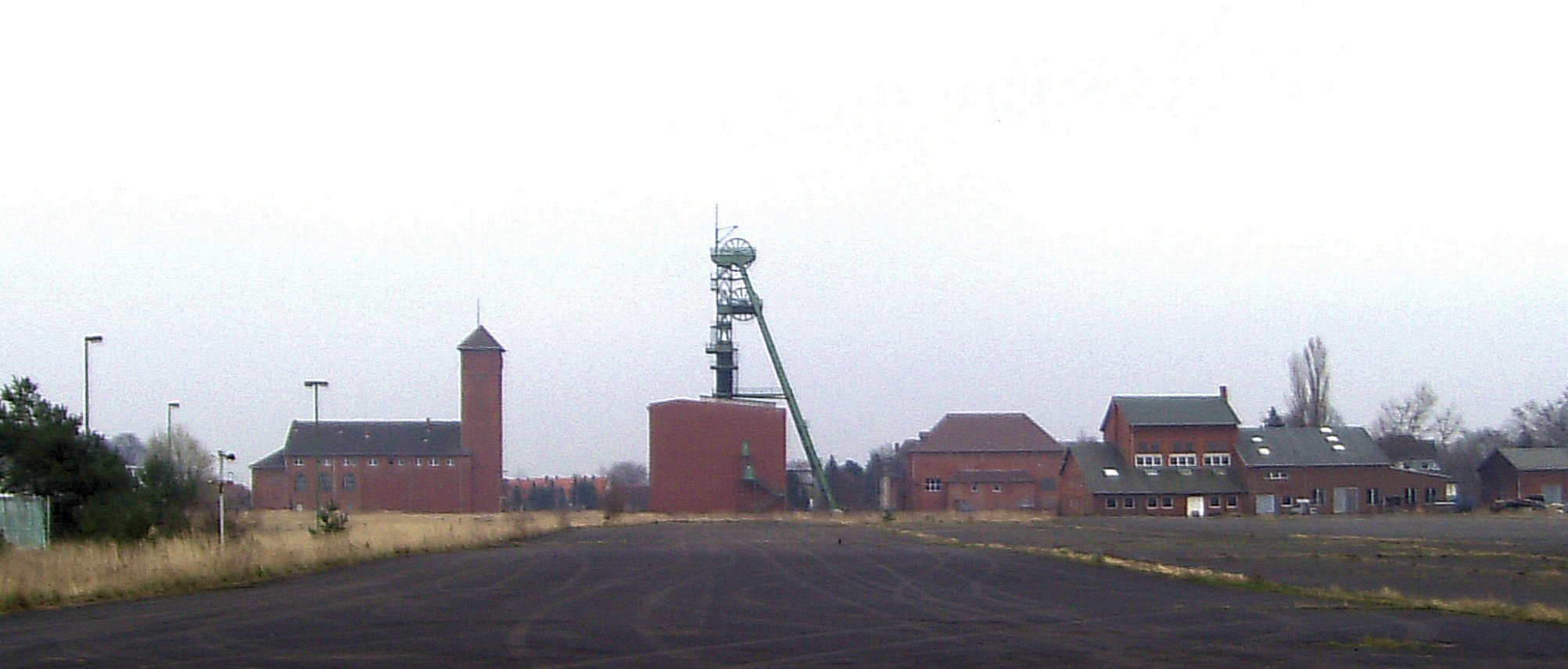
Gelände des Schachtes Riedel
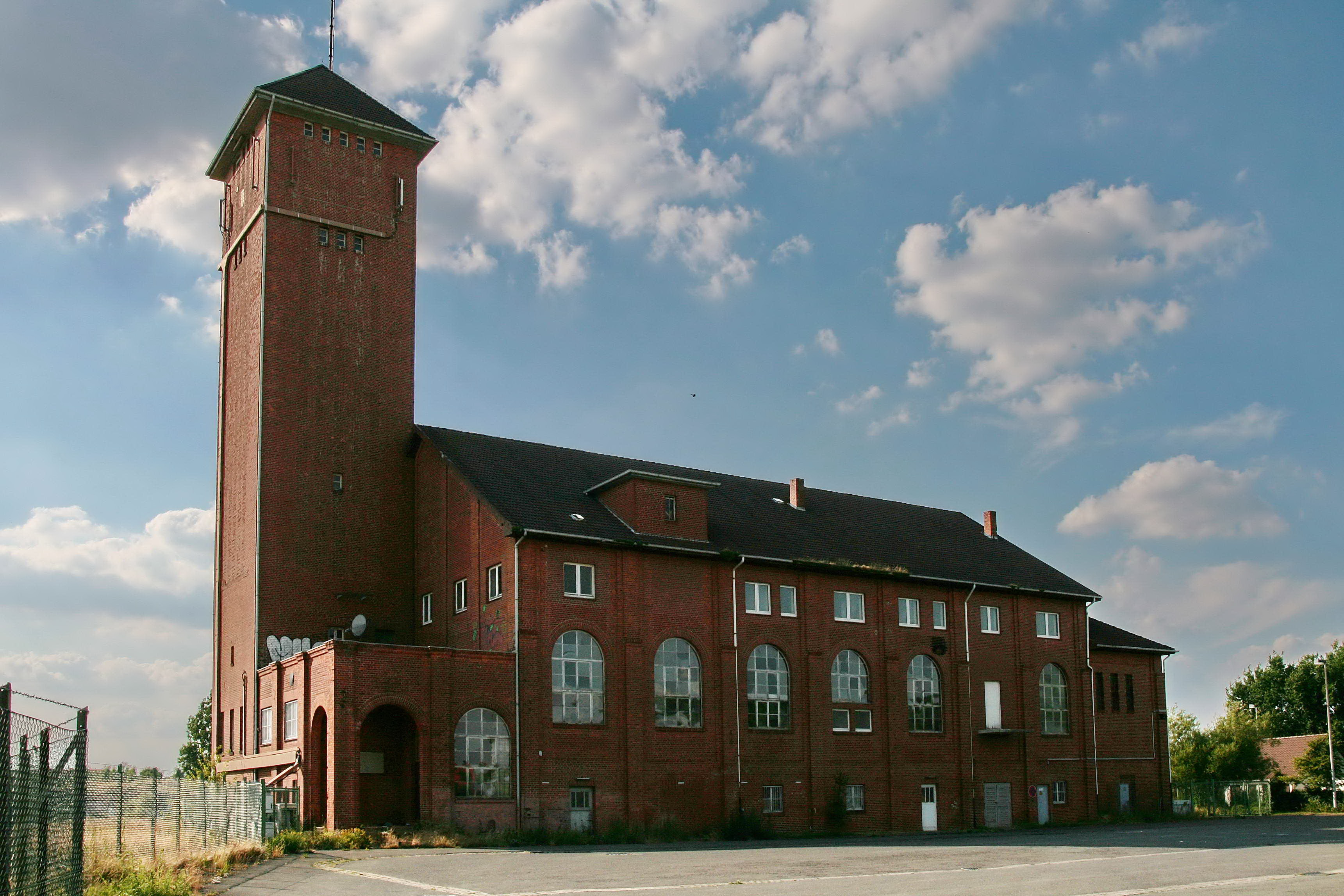
Wasserturm mit Schaltanlagengebäude

### Waldlager
Das Waldlager diente später verschiedenen Firmen für die Lagerhaltung von Nahrungsmitteln und geriet Anfang des 21. Jahrhunderts aufgrund von Umweltverschmutzung durch Altlasten der Rüstungsindustrie in den Fokus der Öffentlichkeit. Der Standort des Waldlagers findet sich an der ehemaligen Eisenbahnlinie zwischen dem Kaliwerk Riedel bei Hänigsen und der Kalihalde bei Wathlingen am südlichen Waldrand vor dem Naturschutzgebiet Brand.
Der früher zum Bahlsenkonzern gehörende Chips-Hersteller Lorenz Snack World kaufte 1990 ein 126.000 m² großes Grundstück des Waldlager (Hänigsen), erfuhr aber erst 1994 durch ein Gutachten von der Kontamination. Im Jahr 2017 war eine Schadenersatzklage über einen Millionenbetrag gegen die Bundesrepublik beim Landgericht Bonn anhängig.

### DP-Lager Colorado
Das Lager im Celler Weg wurde als ein DP-Lager mit dem Namen Colorado für Displaced Person weiter genutzt. Einundzwanzig ehemalige Zwangsarbeiter, die dort lebten und bei der Räumung des Bergwerkes Riedel Arbeit gefunden hatten, kamen bei der Explosion im Jahr 1946 ums Leben.